# The Philippine Star
The Philippine Star est un journal des Philippines. Fondé en 1986, il s'agit d'un quotidien grand format en anglais paraissant le matin et édité par PhilStar Daily, Inc. Depuis 2010, le journal est aussi sur Internet.

## Historique
Fin 1985 apparaît le Philippine Daily Inquirer, un journal d'opposition au régime autoritaire de Ferdinand Marcos. Après le renversement de Marcos en 1986, des conflits au sein du Philippine Daily Inquirer aboutissent au départ de plusieurs membres fondateurs, dont Betty Go-Belmonte, Max Soliven et Art Borjal. Ces derniers décident de fonder un nouveau journal, qu'ils nomment The Philippine Star. Le premier numéro imprimé à quelques milliers d'exemplaires paraît le 28 juillet 1986,
Les premiers numéros ne comptent que huit pages, sans publicité. Le journal incorpore de la publicité dans ses pages environ une année après sa création.
En avril 2014, le magnat des médias Manuel V. Pangilinan acquiert 51 % du Philippine Star via sa holding Hastings Holdings (filiale de MediaQuest Holdings), tandis que la famille Belmonte, ancien propriétaire, en conserve 21 %.

## Diffusion
En 2012, le Philippine Star est imprimé à 262 285 exemplaires du lundi au samedi, et à 286 408 exemplaires le dimanche. Il s'agit d'un des principaux quotidiens du pays.
Selon alexa.com, le site web du Philippine Star est le 159e plus visité du pays en mars 2018.